# Binio Bill
Binio Bill – seria komiksów o przygodach Binio Billa. Autorem scenariusza i rysunków jest Jerzy Wróblewski.
Seria ta prawie w całości z wyjątkiem dwóch ostatnich albumów ukazała się tylko w gazecie harcerskiej Świat Młodych w latach 80. Komiks ten był tam drukowany na ostatniej stronie owej gazety. Bohaterem serii jest kowboj przeżywający różne przygody na Dzikim Zachodzie, towarzyszy mu w tym jego wyjątkowy koń Cyklon. 
Pierwszy komiks o przygodach Binio Bila - Rio Klawo powstał w roku 1975, jednak wydawnictwo "Sport i Turystyka" nie zdecydowało się go wydać, odrzuciło komiks ze względu na ograniczony przydział papieru. Również magazyn Relax, z którym Wróblewski na stałe współpracował i który już miał drukować Binio Billa w 4. numerze, się wycofał. Zaważyły względy ideologiczne. Ukazał się on po raz pierwszy 12 czerwca 1980 w Świecie Młodych. Od 2016 przygody Binio Billa zostały wznowione i wydane w zbiorczych albumach przez wydawnictwo Kultura Gniewu.
Bezpośrednim protoplastą komiksu Binio Bill była historia wydana w roku 1968 w magazynie "Dookoła Świata" zatytułowana "Huczące Colty", w której bohater szeryf Dan ściga bandytę Czarnego Freda, który porwał ukochaną stróża prawa - Mary Williams. Seria ta powstała z fascynacji Jerzego Wróblewskiego westernem jako gatunkiem literackim i filmowym, potwierdza to siostra autora Maria Patyk, która mówi: " Jak w kinie grali western codziennie, siedem dni w ciągu tygodnia to tyle razy chodził, (J.W) codziennie szedł na ten sam film".

## główni bohaterowie
- Binio Bill - szeryf Rio Klawo
- Cyklon - wierny koń Binio Billa
- Dan Wycior - zastępca Binio Billa i jego przyjaciel

## komiksy w serii
- Rio Klawo - pierwsze wydanie: rok 1980, gazeta Świat Młodych nr 68-77
- Binio Bill na szlaku bezprawia - pierwsze wydanie: rok 1980/81, gazeta Świat Młodych nr 151-11
- Binio Bill i 100 karabinów - pierwsze wydanie: rok 1981, gazeta Świat Młodych nr 87-107
- Binio Bill kontra trojaczki Benneta - pierwsze wydanie: rok 1982, gazeta Świat Młodych nr 65-83
- Binio Bill kręci western i ...w kosmos - pierwsze wydanie: rok 1983, gazeta Świat Młodych nr 112-141
- Binio Bill i ciocia Patty - pierwsze wydanie: rok 1984, gazeta Świat Młodych nr 18
- Śladami Kida Walkera - pierwsze wydanie: rok 1986, gazeta Świat Młodych nr 119-128
- Binio Bill ...i skarb Pajutów - pierwsze wydanie: rok 1990, Krajowa Agencja Wydawnicza, nakład: 100 350 egz.
- Binio Bill ...i Szalony Heronimo - pierwsze kpl. wydanie: rok 2009, BB-Team

## Wydania albumowe od Kultury Gniewu
| Lp. | Tytuł                                | Zawartość                                                                         | Data polskiego wydania |
| --- | ------------------------------------ | --------------------------------------------------------------------------------- | ---------------------- |
| 1   | Binio Bill kręci western i… w kosmos | Binio Bill kręci western i ...w kosmos Binio Bill i ciocia Patty Biografia twórcy | 1 kwietnia 2016        |
| 2   | Binio Bill - Rio Klawo               | Rio Klawo Binio Bill na szlaku bezprawia Binio Bill kontra trojaczki Benneta      | 28 stycznia 2018       |
| 3   | Binio Bill - 100 karabinów.          | Binio Bill i 100 karabinów Śladami Kida Walkera                                   | 24 stycznia 2019       |
| 4   | Binio Bill i skarb Pajutów           | Binio Bill i skarb Pajutów                                                        | 25 czerwca 2019        |